# Phu Quoc Internationell flygplats
Phu Quoc Internationell flygplats (Sân bay quốc tế Phú Quốc) är en internationell flygplats, på ön Phu Quoc i Kien Giang, Vietnam. Flygplatsen ersätter Phu Quoc flygplats som ligger 10 km bort. Flygplatsen öppnades den 2 december 2012. Kapaciteten var initialt 2,5 miljoner passagerare per år och maximal kapacitet är 7 miljoner passagerare per år. 

## Flygbolag och destinationer
| Flygbolag                | Destinationer                                                                      |
| ------------------------ | ---------------------------------------------------------------------------------- |
| Jetstar Pacific Airlines | Hanoi, Ho Chi Minh-staden                                                          |
| Thomson Airways          | Stockholm-Arlanda, Helsingfors [1 december 2017], London-Gatwick [1 december 2017] |
| Vietnam Airlines         | Hanoi, Ho Chi Minh-staden, Can Tho, Rach Gia                                       |
| VietJet Air              | Ho Chi Minh-staden[12/12/2012]                                                     |